# Z Archiwum Polskiego Radia, Vol. 5 – Romuald i Roman
Z Archiwum Polskiego Radia, Vol. 5 – Romuald i Roman – dwupłytowy album kompilacyjny zespołu Romuald i Roman wydany w 2007 przez Polskie Radio. Nagrania pochodzą z sesji radiowych dokonanych w latach 1968–1976.

## Lista utworów

### CD 1
1. "Kto poznał ten świat" (1968) (R. Runowicz/R. Wojtyłło) – 2:50
2. "Znasz ten dom" (1968) (R. Piasecki/R. Wojtyłło) – 4:15
3. "Pytanie czy hasło" (1969) (R. Runowicz/R. Wojtyłło) – 5:13
4. "Człowiek" (1969) (R. Piasecki/R. Wojtyłło) – 5:34
5. "A ja nigdy i basta" (1969) (R. Runowicz/R. Piasecki) – 2:32
6. "Kamień" (1969) (A. Kuryło/R. Runowicz) – 5:22
7. "Bobas" (1969) (R. Runowicz/R. Wojtyłło) – 3:00
8. "Będziesz panią w moim piekle" (1970) (A. Kuryło/R. Runowicz) – 2:59
9. "Talizmany" (1970) (A. Kuryło/R. Runowicz) – 3:42
10. "Na twój znak" (1970) (A. Kuryło/R. Runowicz) – 3:48
11. "Twoje słowa jak łubin" (1970) (A. Kuryło/R. Runowicz) – 3:08
12. "Wszystko Ci kupiłem" (1970) (A. Kuryło/R. Piasecki) – 2:20
13. "Czy potrafię" (1971) (R. Runowicz/R. Wojtyłło) – 7:15
14. "Gdyby przebaczać mogli wszyscy" (1971) (A. Kuryło/R. Runowicz) – 2:51
15. "Jak dwie rzeki" (1971) (A. Kuryło/A. Tylec) – 3:55
16. "W białą noc narodzenia" (1971) (R. Piasecki/R. Wojtyłło) – 2:56

#### Skład
- Romuald Piasecki – śpiew, gitara
- Roman Runowicz – śpiew, gitara
- Jacek Baran – gitara basowa (1–7)
- Andrzej Tylec – perkusja
- Leszek Muth – gitara basowa (8–16)

gościnnie
- Ryszard Wojtyłło – śpiew (2)

produkcja
- Krzysztof Kuraszkiewicz – remastering
- Wojciech Kwapisz – produkcja

### CD 2
1. "Spacer mleczną drogą" (1972) (A. Kuryło/R. Piasecki) – 4:23
2. "Towarowy rusza do Indii" (1972) (A. Kuryło/R. Piasecki) – 11:20
3. "Coś we mnie drzemie" (1973) (P. Iłżański/R. Piasecki) – 2:59
4. "Wędrujesz tak" (1973) (A. Kuryło/R. Piasecki) – 3:22
5. "Towarowy rusza do Indii (live)" (1975) (A. Kuryło/R. Piasecki) – 9:43
6. "Coś we mnie drzemie (live)" (1975) (P. Iłżański/R. Piasecki) – 3:36
7. "Idź dalej (wersja 1)" (1976) (A. Kuryło/R. Piasecki) – 3:40
8. "Patrycja" (1976) (K. Orłowski) – 3:09
9. "Wieczorny nokturn" (1976) (K. Zuchora/L. Kot) – 5:29
10. "Wszystko Ci kupiłem" (1976) (A. Kuryło/R. Piasecki) – 2:16
11. "XXI zbliża się wiek" (1976) (A. Kuryło/R. Piasecki) – 2:27
12. "XXI zbliża się wiek (wersja Instrumentalna)" (1976) (R. Piasecki) – 2:27
13. "Płonie ognisko" (1976) (R. Piasecki/S. Szof) – 3:15
14. "Idź dalej (wersja 2)" (1976) (A. Kuryło/R. Piasecki) – 4:50
15. "Kto" (1976) (R. Piasecki/R. Wojtyłło) – 4:08
16. "Coś we mnie drzemie" (1976) (P. Iłżański/R. Piasecki) – 2:58

#### Skład
- Romuald Piasecki – śpiew, gitara
- Andrzej Pluszcz – gitara basowa (1,2)
- Ireneusz Nowacki – perkusja (1–3)
- Lesław Kot – śpiew (2–16)
- Włodzimierz Krakus – gitara basowa (3,4)
- Stanisław Kasprzyk – perkusja (3–6)
- Jacek Krzaklewski – gitara,śpiew (5,6)
- Roman Wrzos – gitara basowa (5,6)
- Sarandis Jovanudis – perkusja (5–16)
- Marek Purzycki – gitara basowa (5–16)
- Krzysztof Orłowski – instrumenty klawiszowe, flet, instrumenty perkusyjne (5–16)
- Zbigniew Stemplowski – organy Hammonda (5–16)

gościnnie
- Michał Kieńko – trąbka (7)

produkcja
- Krzysztof Kuraszkiewicz – remastering
- Wojciech Kwapisz – produkcja